# Peter Grimes
Peter Grimes is een opera in drie akten, voorafgegaan door een proloog, van de Engelse componist Benjamin Britten. Het libretto is van de hand van de dichter Montagu Slater. Het libretto is op rijm en bestaat uit viervoetige jamben, maar de dichter veroorloofde zich aanzienlijke vrijheden in de lengte van de regels, het ritme en het rijm, waarbij halfrijm vaak de plaats inneemt van volrijm. Het libretto is gebaseerd op het gedicht Peter Grimes in de bundel The Borough van George Crabbe.
De opera Peter Grimes was Brittens tweede opera (na Paul Bunyan) en kreeg het opusnummer 33. Instrumentale gedeelten uit de opera worden vaak afzonderlijk uitgevoerd: vier tussenspelen werden gebundeld tot een orkestsuite onder de titel Four Sea Interludes (opus 33a) en ook de Passacaglia uit de tweede akte (opus 33b) wordt vaak als apart orkestwerk uitgevoerd.

## Ontstaan
In 1941 woonden Britten en zijn partner Peter Pears in de Verenigde Staten. Daar maakte een artikel van E.M. Forster hen attent op het bestaan van het gedicht van Crabbe. Ze lazen het en waren diep onder de indruk. Britten wist direct dat hij dit verhaal wilde omwerken tot een opera én dat hij terug wilde naar zijn geboortestreek Suffolk, waar Crabbe trouwens ook vandaan kwam.
In 1947, een paar jaar na hun terugkeer in Engeland in 1942, vestigden Britten en Pears zich in Aldeburgh in het district Suffolk Coastal. Aldeburgh was ook de geboorteplaats van Crabbe. Ze vroegen Montagu Slater Crabbes gedicht om te werken tot een libretto. Daarbij bemoeiden ze zich vergaand met de tekst. Zo moesten alle toespelingen op pedofiele gevoelens van Peter Grimes voor zijn scheepsjongen eruit.
De Peter Grimes uit het gedicht van Crabbe is een slecht mens, die diefstallen pleegt, zijn vader heeft vermoord (al is het gedicht daarover niet helemaal duidelijk) en drie jongens die hij uit het ‘workhouse’ (een plaats waar mensen zonder middelen van bestaan, onder wie ook wezen, tewerkgesteld werden) heeft gehaald om als scheepsjongen onder hem te werken, de dood injaagt door veel slaag en weinig eten. Op het eind van zijn leven wordt hij voortdurend achtervolgd door de geesten van zijn slachtoffers en hij sterft in een gekkenhuis met zijn slachtoffers voor ogen. Hij bekent echter geen schuld. Tegenover de mensen rond zijn sterfbed beklaagt hij zich over zijn vader, die zich tegen hem keert, terwijl hij dat niet verdiend heeft.
De Peter Grimes uit de opera is complexer. Hij is vooral een slachtoffer van het lot en van de gemeenschap waarin hij leeft. Zoals Britten zelf zei in een interview: ‘A subject very close to my heart – the struggle of the individual against the masses. The more vicious the society, the more vicious the individual.’ (‘Een onderwerp dat mij zeer na aan het hart ligt – de worsteling van het individu met de massa’s. Hoe boosaardiger de maatschappij, hoe boosaardiger het individu.’) Intussen bevat de opera nog steeds volop verwijzingen naar het duistere karakter van de hoofdpersoon. Het publiek ziet niet dat John, de scheepsjongen, mishandeld wordt, maar hoort wel dat Ellen Orford een striem op zijn lichaam ontdekt. Het is voldoende om het publiek met gemengde gevoelens achter te laten. In hoeverre is Grimes slachtoffer van de omstandigheden en in hoeverre is hij zelf schuldig aan zijn ondergang?
De opera ontving subsidie van de Koussevitzky Music Foundations en was opgedragen aan de nagedachtenis van Koussevitzky’s vrouw Natalie.

## Opvoeringsgeschiedenis

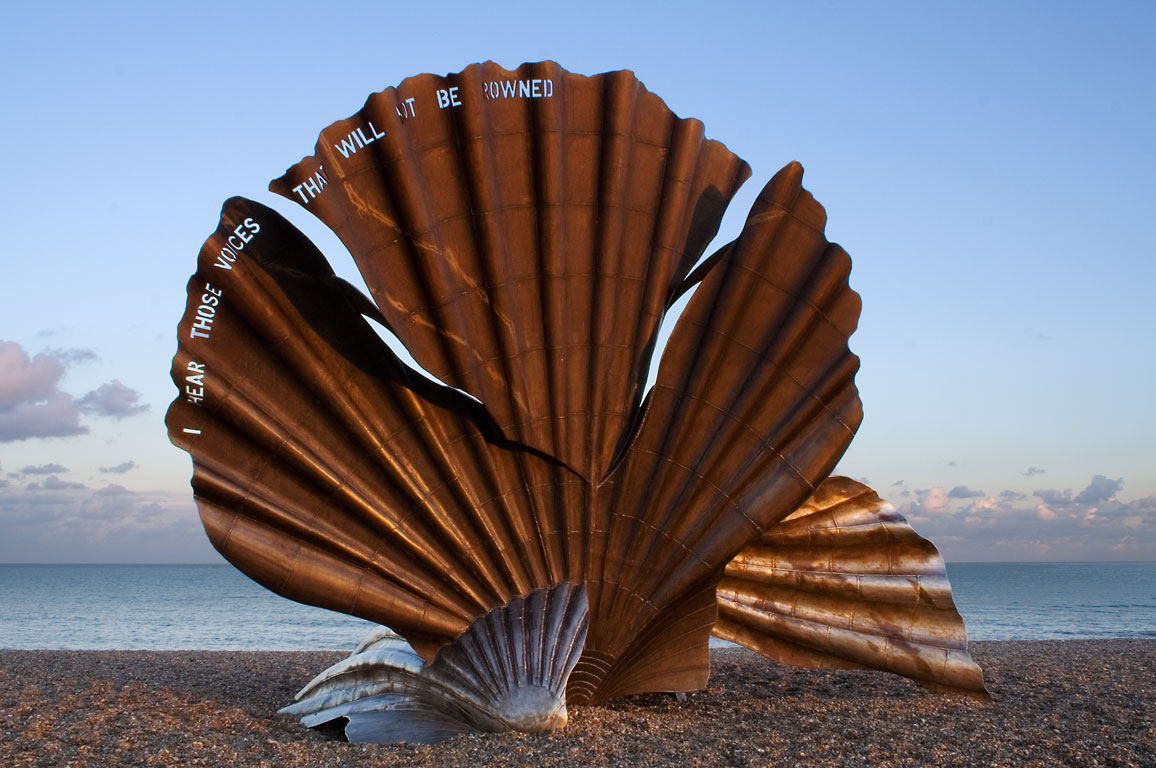
‘The Scallop’, een kunstwerk uit 2003 op het strand van Aldeburgh met een citaat uit Peter Grimes: ‘I hear those voices that will not be drowned’ (uit de tweede akte)

De opera ging in première op 7 juni 1945 in het Sadler's Wells Theatre in Londen. De dirigent was Reginald Goodall. Peter Pears zong de rol van Peter Grimes, Joan Cross die van Ellen Orford. De opera werd gunstig ontvangen door zowel het publiek als de meeste critici.
De Amerikaanse première was een jaar later in Tanglewood met Leonard Bernstein als dirigent.
Waar de rol van Peter Grimes in de eerste jaren vooral door Peter Pears gezongen werd, werd later de tenor Jon Vickers  beroemd door zijn vertolking van Grimes. Hij zong die rol bijvoorbeeld in 1967, toen de opera werd uitgevoerd in de Metropolitan Opera onder leiding van Tyrone Guthrie.
In de zomer van 2013 werd de opera uitgevoerd op het strand van Aldeburgh, de voormalige woonplaats van Britten en Pears, in het kader van het door hen gestichte Aldeburgh Festival. Alan Oke zong de titelrol.
Ook in Nederland en België is de opera opgevoerd. In december 2000 gebeurde dat in De Nederlandse Opera in Amsterdam, met een reprise in april-mei 2004. In het seizoen 2004/2005 toerde de Nationale Reisopera met Peter Grimes door Nederland. In 2010 voerde de Vlaamse Opera Peter Grimes op in Gent en Antwerpen.
In 2021 is de opera als Wadopera Peter Grimes opgevoerd in het buitendijksgebied bij het Friese tweelingdorp Paesens-Moddergat, op initiatief en onder leiding van Arnaud Oosterbaan. 
Peter Grimes is meer dan tien maal opgenomen voor een grammofoonplaat, cd of dvd. In 1958 werd een platenopname gemaakt met Benjamin Britten als dirigent en Peter Pears als zanger van de titelrol. Deze is later opnieuw uitgebracht op cd in de reeks ‘Legendary Performances’ van Decca. In 1969 zond de BBC een uitvoering met Britten en Pears op de televisie uit. Deze is later op dvd gezet.

## De handeling

### Proloog
De opera speelt zich af in een dorp aan de kust van Suffolk ergens in het midden van de 19e eeuw.
De plaatselijke lijkschouwer Swallow, die tevens advocaat en burgemeester is, ondervraagt de visser Peter Grimes over de dood van zijn scheepsjongen tijdens een tocht op zee. De dorpsbevolking laat tijdens de procedure regelmatig weten dat ze Grimes schuldig acht; de vrachtrijder Hobson, die als suppoost optreedt, moet een paar maal om stilte roepen. De lijkschouwer komt echter tot de conclusie dat de dood van de jongen een ongeluk was. Wel raadt hij Grimes aan geen nieuwe scheepsjongen meer te nemen. Grimes antwoordt dat hij niet zonder kan.
De zitting wordt ontbonden en Grimes blijft alleen achter met Ellen Orford, de schooljuffrouw, die Grimes van plan is te trouwen wanneer de gemeenschap respect voor hem heeft gekregen. Zij probeert hem te troosten terwijl hij zich boos maakt over de onwil van de gemeenschap om hem een tweede kans te geven.

### Eerste akte
Na het eerste tussenspel van het orkest (in de Four Sea Interludes ‘Dawn’ genoemd), zingt het koor van dorpelingen over hun dagelijkse bezigheden en hun verbondenheid met de zee en de seizoenen. Grimes vraagt om hulp om zijn boot aan land te krijgen, maar alleen de gepensioneerde koopvaardijkapitein Balstrode en de apotheker Ned Keene willen hem helpen. Keene vertelt Grimes dat hij in een workhouse een nieuwe scheepsjongen voor hem gevonden heeft, ene John. Niemand is bereid om de jongen voor Grimes te gaan halen, behalve Ellen.
Er is een storm op komst en het grootste deel van de dorpelingen verzamelt zich in de plaatselijke herberg The Boar, waar ze zich veilig voelen. Grimes blijft buiten staan en vertelt Balstrode wat zijn diepste wensen zijn: de zee leegvissen, de opbrengst verkopen, van het geld een huis kopen en Ellen Orford trouwen. Balstrode antwoordt dat ze hem ook wel wil trouwen zonder dat hij rijk is, maar Grimes reageert verontwaardigd: ‘Nee, niet uit medelijden!’ Balstrode gaat naar binnen en laat Grimes achter in de storm. De storm wordt verbeeld door het orkest (dit is het tweede, in de orkestsuite vierde, van de Four Sea Interludes).
In de herberg drinkt Bob Boles, een methodistische visser, te veel. Hij wordt aanhalig tegenover de twee nichtjes van Auntie, de herbergierster, en agressief tegenover Balstrode, die hem echter makkelijk aankan. Grimes komt binnen en bijna de hele dorpsgemeenschap keert zich tegen hem. Boles wil hem zelfs te lijf met een fles. Ned Keene, de apotheker, redt de situatie door het lied Old Joe has gone fishing in te zetten. Iedereen zingt mee. Tijdens het zingen komen de vrachtrijder Hobson en Ellen Orford binnen met John, de nieuwe scheepsjongen, die ze net hebben opgehaald. Grimes vertrekt direct met John naar zijn hut, storm of niet.

### Tweede akte
Op een zondagochtend een paar weken later praat Ellen (na het deel ‘Sunday Morning’ van de Four Sea Interludes) met John, de scheepsjongen. Ze schrikt als ze een striem in zijn nek opmerkt. Als ze Grimes daarop aanspreekt, zegt hij dat het een ongeluk was. Ze houdt aan en hij geeft haar een klap. De jongen rent ervandoor, en Grimes gaat achter hem aan. Keene, Auntie en Bob Boles hebben gezien wat er gebeurde en hun verhaal  verspreidt zich direct onder de mensen die net uit de kerk komen. Het mannelijk deel van de dorpsgemeenschap gaat op zoek naar Peter Grimes. Als de mannen vertrokken zijn, speelt het orkest de passacaglia.
In de hut dwingt Grimes John, die gedurende de hele opera niets zegt, zijn zondagse kleren te verruilen voor visserskleding. Grimes moet en zal op zondag gaan vissen. Hij herhaalt dat hij de zee gaat leegvissen. De geluiden van de naderende dorpsgenoten zetten hem aan tot meer spoed. Om vanuit de achterdeur van zijn hut bij de boot te komen moeten de jongen en hij afdalen langs een steile klif. Hij waarschuwt de jongen voorzichtig te zijn – maar vergeefs. De jongen valt en is dood. De dorpsgenoten intussen vinden de hut leeg en treffen niets bijzonders aan, dus ze vertrekken weer.

### Derde akte
Twee dagen later wordt er op een avond (het deel ‘Moonlight’ van de Four Sea Interludes) in het dorpshuis gedanst. Ellen en Balstrode praten over de verdwijning van Grimes en zijn scheepsjongen. De boot is terug en Ellen heeft op het strand de trui gevonden die ze zelf nog voor John had gebreid. Hun conversatie is afgeluisterd door Mrs. Sedley, een rijke weduwe, die hierin een bevestiging hoort van dat waar ze toch al van overtuigd was: Peter Grimes heeft John vermoord. Ze wendt zich tot burgemeester Swallow, die Hobson opdracht geeft een groepje mannen te verzamelen om Grimes te zoeken.
Terwijl op de achtergrond de mannen die hem zoeken zijn naam roepen, en een misthoorn klinkt (voorgesteld door een tuba), zingt Peter Grimes een lange, tamelijk verwarde monoloog. Het lijkt of hij krankzinnig aan het worden is. Ellen en Balstrode vinden hem, en Balstrode overreedt hem in zijn bootje de zee op te roeien en het te laten zinken. Grimes vaart weg.
De volgende ochtend herneemt iedereen zijn gewone bezigheden of er niets is gebeurd. De kustwacht rapporteert dat er niet ver van de kust een boot gezonken is. Auntie reageert: ‘Weer zo’n gerucht.’